# A Rosa Púrpura do Cairo
A Rosa Púrpura do Cairo (em inglês:  The Purple Rose of Cairo) é um filme estadunidense de 1985, do gênero comédia romântica fantasiosa, dirigido por Woody Allen. 
Originalmente, seria Michael Keaton quem interpretaria o protagonista Tom Baxter/Gil Sheperd. O ator chegou a gravar algumas cenas como o personagem, mas como Allen não gostou do resultado, optou por chamar Jeff Daniels para substituí-lo. Inclusive, a companhia de teatro de Daniels, a "The Purple Rose Theatre Company", recebeu esse nome em homenagem ao filme.

## Sinopse
Situado em uma área pobre de Nova Jersey, durante a Grande Depressão em 1935, Cecília, uma desajeitada garçonete que sustenta Monk, o marido bêbado e desempregado e que só sabe ser violento e grosseiro, costuma fugir da sua triste realidade assistindo a sessões seguidas de seus filmes prediletos. Ao assistir pela quinta vez o filme "A Rosa Púrpura do Cairo", produzido pela RKO Pictures, ela tem uma grande surpresa ao ver o herói protagonista Tom Baxter (atraído por ela ao vê-la lhe observando várias vezes) magicamente sair das telas em preto e branco da fita em vídeo para um mundo real e colorido e declarar seu amor a ela, provocando uma verdadeira confusão. Como os outros personagens do longa se negam a continuar o filme sem o personagem principal, o diretor do filme decide pedir ajuda ao ator hollywoodiano Gil Shepherd (que interpreta Tom Baxter no longa) para trazer o seu personagem de volta para as telas do cinema.

## Elenco principal
- Mia Farrow ....  Cecilia
- Jeff Daniels ....  Tom Baxter / Gil Shepherd
- Danny Aiello ....  Monk
- Irving Metzman ....  administrador do cinema
- Stephanie Farrow ....  irmã de Cecilia
- Edward Herrmann .... Henry
- John Wood .... Jason
- Deborah Rush .... Rita
- Van Johnson .... Larry
- Zoe Caldwell .... condessa
- Eugene J. Anthony … Arturo
- Karen Akers .... Kitty Haynes
- Annie Joe Edwards .... Delilah
- Milo O'Shea .... padre Donnelly

## Prêmios e indicações
Oscar 1986 (Estados Unidos)
- Recebeu uma indicação na categoria de melhor roteiro original[3][4]

Globo de Ouro 1986 (Estados Unidos)
- Venceu na categoria de melhor roteiro[4]
- Indicado nas categorias de melhor filme - comédia/musical[4], melhor atriz - comédia/musical (Mia Farrow)[4] e melhor ator - comédia/musical (Jeff Daniels)[4]

BAFTA 1986 (Reino Unido)
- Venceu na categoria de melhor filme e melhor roteiro original[carece de fontes?]
- Indicado nas categorias de melhor atriz (Mia Farrow) e melhores efeitos especiais[carece de fontes?]

Festival de Cannes 1985 (França)
- Ganhou o Prêmio FIPRESCI[4]

Prêmio César 1986 (França)
- Venceu na categoria de melhor filme estrangeiro[4]

Prêmio Saturno 1986 (Academy of Science Fiction, Fantasy & Horror Films, EUA)
- Indicado nas categorias de melhor atriz (Mia Farrow)[carece de fontes?], melhor diretor (Woody Allen)[carece de fontes?], melhor filme de fantasia e melhor roteiro[carece de fontes?]

Prêmio Bodil 1986 (Dinamarca)
- Venceu na categoria de melhor filme não europeu[carece de fontes?]